# TARIC
TARIC (Gemeinsamer Zolltarif) wurde mit der Verordnung (EWG) Nr. 2658/87 des Rates vom 23. Juli 1987 über die zolltarifliche und statistische Nomenklatur sowie über den Gemeinsamen Zolltarif als ein EG-einheitlicher Zolltarif eingeführt. TARIC steht abgekürzt für französisch Tarif intégré des Communautés européennes (‚Integrierter Tarif der Europäischen Union‘).
Der TARIC wird neben der Festlegung von tarifären Maßnahmen (den Zollsätzen) auch für die Festlegung von handelspolitischen Maßnahmen für bestimmte Waren aus bestimmten Drittländern benutzt. Er gilt für die gesamte Europäische Zollunion, die außer der EU noch die Türkei, Andorra und San Marino umfasst.

## Aufbau
Die 10-stellige Codierung wird TARIC-Code genannt – Sie ist in allen 27 Mitgliedstaaten der Union einheitlich. Eine weitere Unterteilung um eine 11. Stelle ist zur Codierung nationaler Maßnahmen, z. B. der Verschlüsselung der Umsatzsteuersätze oder nationaler Verbote und Beschränkungen, möglich. Bei bestimmten Waren aus den Bereichen Marktordnungsrecht und Verbrauchsteuern kann die 11-stellige Codenummer für Zwecke der genaueren Bestimmung der Ware noch durch jeweils 4-stellige Zusatzcodes „erweitert“ werden.
Die ersten acht Stellen der Zolltarifnummern entsprechen den Warennummern der Kombinierten Nomenklatur (KN) der Europäischen Union bzw. in der Bundesrepublik Deutschland auch denen der Statistischen Warennummern. Von diesen sind wiederum die ersten sechs Stellen die des Harmonisierten Systems zur Bezeichnung und Codierung der Waren (HS) der UNO.
Mit der neunten und zehnten Stelle (TARIC-Unterposition) und weiteren Zusatzcodes wird der jetzige EU-einheitliche Zollsatz für eine bestimmte Ware – in Abhängigkeit vom Warenursprung – bei der Einfuhr in die EU-Staaten festgelegt.
- Der zehnstellige Code verschlüsselt gemeinschaftliche Maßnahmen, die nicht im achtstelligen Code der KN verschlüsselt sind. Wenn keine gemeinschaftliche Unterteilung vorhanden ist, so ist die neunte und zehnte Stelle mit 00 gekennzeichnet.
- Eine weitere Unterteilung des 10-stelligen TARIC-Codes um eine 11. Stelle ist möglich: Sie ist Code für nationale Maßnahmen, z. B. Verbote und Beschränkungen, Verschlüsselung von Einfuhrumsatzsteuersätzen. Wenn keine nationale Unterteilung vorgesehen ist, so ist diese Stelle mit 0 gekennzeichnet. Sie wird nur von Deutschland und Frankreich genutzt (Weerth, Dissertation 2007, S. 139).